# Jungermannites eophilus
Jungermannites eophilus là một loài rêu tản trong họ Jungermanniaceae. Loài này được (Cockerell) Steere miêu tả khoa học lần đầu tiên năm 1946.